# Iso Leppijärvi (sjö i Siikais, Satakunta)
Iso Leppijärvi är en sjö i kommunen Siikais i landskapet Satakunta i Finland. Sjön ligger 57,7 meter över havet. Arean är 40 hektar och strandlinjen är 4,76 kilometer lång. Sjön  ingår i Karvia å huvudavrinningsområde.   Den ligger omkring 50 kilometer norr om Björneborg och omkring 260 kilometer nordväst om Helsingfors. 